# Discografia de Nico Touches the Walls
A discografia da banda japonesa Nico Touches the Walls consiste de cinco álbuns de estúdio, quatro EPs. dezesseis singles, sete singles promocionais, oito álbuns de vídeo e dezoito videoclipes.
O Nico Touches the Walls (estilizado como NICO Touches the Walls) é uma banda japonesa de Rock formada em 2004. No mesmo ano, eles ganharam o prêmio Lotte Prize no Yamaha Teen Music Festival. Rapidamente, assinaram com a "Senha & Co." antes de assinarem com a Ki/oon Records da Sony Music Japan em 2007. Seu single de estréia, "Yoru no Hate" foi lançado em fevereiro de 2008, e recebeu boa reação do público.
A banda também teve músicas usadas em anime, como "Broken Youth", "Diver" e "Niwaka Ame ni mo Makezu", incluídas em Naruto Shippuden. O sucesso "Hologram" se tornou a segunda abertura de Fullmetal Alchemist: Brotherhood, e "Matryoshka" se tornou abertura do anime C.

## Álbuns

### Álbuns de estúdio
| 2008 | Who are you? - Lançado: 24 de setembro de 2008 - Produtor: Hajime Okano - Editora: Ki/oon Records - Formato: CD          | 11 | -  |
| 2009 | Aurora - Lançado: 25 de novembro de 2009 - Produtor: Seiji Kameda - Editora: Ki/oon Records - Formato: CD                | 17 | -  |
| 2011 | Passenger - Lançado: 4 de abril de 2011 - Produtor: Seiji Kameda - Editora: Ki/oon Records - Formato: CD                 | 15 | 16 |
| 2011 | Humania - Lançado: 7 de dezembro de 2011 - Produtor: Seiji Kameda - Editora: Ki/oon Records                              | 10 | -  |
| 2013 | Shout to the Walls! - Lançado: 24 de abril de 2013 - Produtor: Seiji Kameda - Editora: Ki/oon Records-                   | 5  | -  |
| 2015 | Howdy! We are ACO Touches the Walls - Lançado: 5 de fevereiro de 2015 - Produtor: Seiji Kameda - Editora: Ki/oon Records | 10 |    |
| 2016 | Yuuki mo Ai mo Nai Nante' - Lançado: 16 de março de 2016 - Produtor: Seiji Kameda - Editora: Ki/oon Records              | 5  | 6  |
| 2019 | Quizmaster - Lançado: 5 de junho de 2019 - Produtor: Seiji Kameda - Editora: Ki/oon Records                              | 12 | -  |

"—" não entrou nas tabelas.

### EPs
| 2006 | Walls Is Beginning - Lançado: 2 de fevereiro de 2006 - Produtor: Nico Touches the Walls - Editora: Senha & Co. - Formato: CD  | -   | — |
| 2006 | Runova X Handover - Lançado: 18 de outubro de 2006 - Produtor: Nico Touches the Walls - Editora: Ki/oon Records - Formato: CD | 229 | — |
| 2007 | How Are You? - Lançado: 21 de novembro de 2007 - Produtor: Koji Kurumadani (AIR) - Editora: Ki/oon Records - Formato: CD      | 185 | — |

"—" não entrou nas tabelas.

### Compilações
| 2014 | NICO Touches the Walls no Best - Lançado: 5 de fevereiro de 2014 - Produtor: AIR, Seiji Kameda, Nico Touches the Walls - Editora: Ki/oon Records - Formato: CD | 5 | - |

### Álbuns acústicos
| 2015 | Howdy!! We are ACO Touches the Walls - Lançado: 4 de fevereiro de 2015 - Editora: Ki/oon Records - Formato: CD | 10 | - |

### Singles
| Ano  | Single                          | Posições     | Posições        |
| Ano  | Single                          | Oricon Chart | Billboard Japan |
| ---- | ------------------------------- | ------------ | --------------- |
| 2008 | "Yoru no Hate"                  | 64           | 54              |
| 2008 | "The Bungy"                     | 42           | 47              |
| 2008 | "Broken Youth"                  | 34           | 32              |
| 2009 | "Big Foot"                      | 24           | 24              |
| 2009 | "Hologram"                      | 11           | 8               |
| 2009 | "Kakera: Subete no Omoitachi e" | 26           | 24              |
| 2010 | "Sudden Death Game"             | 28           | 37              |
| 2011 | "Diver"                         | 7            | 10              |
| 2011 | "Te wo Tatake"                  | 15           | 13              |
| 2012 | "Natsu no Daisankakkei"         | 16           | 16              |
| 2012 | "Yume 1 Go"                     | 14           | 11              |
| 2013 | "Mr. Echo"                      | 19           | 16              |
| 2013 | "Niwaka Ame ni Mo Makezu"       | 13           | 12              |
| 2014 | "Rawhide"                       | 21           | 20              |
| 2014 | "Tenchi Gaeshi"                 | 12           | 12              |
| 2014 | "TOKYO Dreamer"                 | 20           | 20              |
| 2015 | "Massuguna Uta"                 | 16           | 17              |
| 2015 | "Uzu to Uzu"                    | 11           | 11              |
| 2016 | "Strato"                        | 13           | 16              |
| 2016 | "Mashi Mashi"                   | 17           | 19              |